# 大學醫院前站 (岐阜縣)
大學醫院前站（日语：／ Daigakubyōin-mae eki */?）是位於岐阜縣岐阜市泉町，名古屋鐵道岐阜市內線本線（長良線）的電車站（廢站）。此站最接近岐阜縣廳（在1966年從岐阜市藪田遷移。在2013年前用作岐阜綜合廳舍。）、岐阜市政廳（位於美江寺町的是第2代建築物。在1966年遷移至今澤町）和岐阜大學醫學部附屬醫院（在2004年遷移至岐阜市柳戶）。
在1948年，此站與今小町站（日语：／）合併為一座電車站。本條目也會記述該電車站。

## 歷史
在1911年，岐阜市內線的前身美濃電氣軌道開通時，首段開通區間為岐阜站前站至今小町站。同年10月，路線向岐阜舊城區本町延伸。在延伸區間中，於今小町站鄰站開設此站。當時的站名為泉町駅（日语：／）。
後來，泉町站與今小町站於1948年合併，同時改名為縣廳市役所前站（日语：／）。在1966年2月再改名為大學醫院前站。在該月月初，岐阜縣廳舍遷移至岐阜市藪田，岐阜市政廳遷移至今澤町。後來由於汽車開始普及，使岐阜市內線的客量與業績不理想。隨著於1988年舉行岐阜中部未來博，為了避免阻礙市內的交通，把包含此站在內的徹明町站至長良北町站之間區間被廢除。而此站也同時被廢除。
- 1911年（明治44年）
  - 2月11日 - 美濃電氣軌道市內線岐阜站前站至今小町站之間開通，今小町站啟用[4]。
  - 10月7日 - 市內線今小町站至本町站之間開通，泉町站啟用[4]。
- 1930年（昭和5年）8月20日 - 美濃電氣軌道與名古屋鐵道（第一代。同年中改名為名岐鐵道，在1935年起再改名為名古屋鐵道）合併。成為名古屋鐵道的岐阜市內線電車站[4]。
- 約1948年（昭和23年） - 泉町站與今小町站。並改名為縣廳市役所前站[4]。
- 1966年（昭和41年）2月12日 - 隨著岐阜縣廳舍遷移，再改名為大學醫院前站[4]。
- 1988年（昭和63年）6月1日 - 岐阜市內線徹明町站至長良北町站之間廢除，此站也同時廢除[4]。

## 電車站構造
截至電車站廢除前，此站是地面車站，設有2面2線的相對式月台。電車站是建於在混合路權軌道上。此站沒有站房。

### 配線圖
| ← 伊奈波通方向  | 大學醫院前站 站內配線略圖 | → 徹明町方向 |
| 图例 参考文献： |                           |              |

## 相鄰電車站
名古屋鐵道
岐阜市內線
市役所前－大學醫院前－伊奈波通

## 注腳